# Define the Great Line
Define the Great Line è il quinto album degli Underoath pubblicato nel 2006 dalla Solid State Records

## Il Disco
Dopo il disco They're Only Chasing Safety, non molto apprezzato e più orientato verso l'emo, il quinto disco degli Underoath presenta sonorità molto più pesanti, più vicine a quelli dei primi album che avevano portato un discreto successo alla band.
Il disco inizia con una canzone molto "pesante": In regards to myself, canzone di cui è anche stato prodotto il video, seguita da un susseguirsi di brani tirati, violenti e cattivi, anche se molto spazio è dato alle parti strumentali mescolate da quella componente elettronica, che è una delle caratteristiche del suono del sestetto americano e che rende ancor più oscure e sofferenti le atmosfere del disco. Anche in questo disco è presente una ballad, ormai sempre più parte del panorama metal, Returning empty handed, e trovano spazio anche sperimentazioni come Salmarnir un pezzo inconsueto e spiazzante, dove il fruscio di un torrente è accompagnato da una voce enigmatica di sottofondo recitante versi della Bibbia in russo. L'album è, poi, valorizzato dal lavoro in cabina di regia svolto dal duo Matt Goldman (Copeland, Cartel) e Adam Dutkiewicz (chitarrista dei Killswitch Engage).

## Tracce
1. In Regards to Myself - 3:24
2. A Moment Suspended in Time - 3:59
3. There Could Be Nothing After This - 3:26
4. You're Ever So Inviting - 4:13
5. Sálmarnir - 2:57
6. Returning Empty Handed - 4:27
7. Casting Such a Thin Shadow - 6:13
8. Moving for the Sake of Motion - 3:15
9. Writing on the Walls - 4:02
10. Everyone Looks So Good from Here - 2:56
11. To Whom It May Concern - 7:02

## Formazione
- Spencer Chamberlain - voce
- Aaron Gillespie - batteria, voce
- Timothy McTague - chitarra
- James Smith - chitarra
- Grant Brandell - basso
- Christopher Dudley - tastiere